# Punta Salvore
Punta Salvore (in croato: Rt Savudrija) è l'estrema propaggine della penisola omonima, sulla costa orientale del mare Adriatico, il punto più occidentale dell'Istria, e quindi di tutta la Croazia, nonché il limite meridionale del Golfo di Trieste; siccome si sporge verso occidente di parecchi chilometri è molto vicina alle lagune di Grado e di Marano, in Italia: in particolare, nelle ore serali e notturne è possibile intravedere i fari di Grado e di Lignano Sabbiadoro, mentre verso nord, quando il cielo è terso, la visuale spazia su tutte le Alpi Giulie. È nota per le sue specialità gastronomiche a base di pesce.

## Battaglia di Punta Salvore

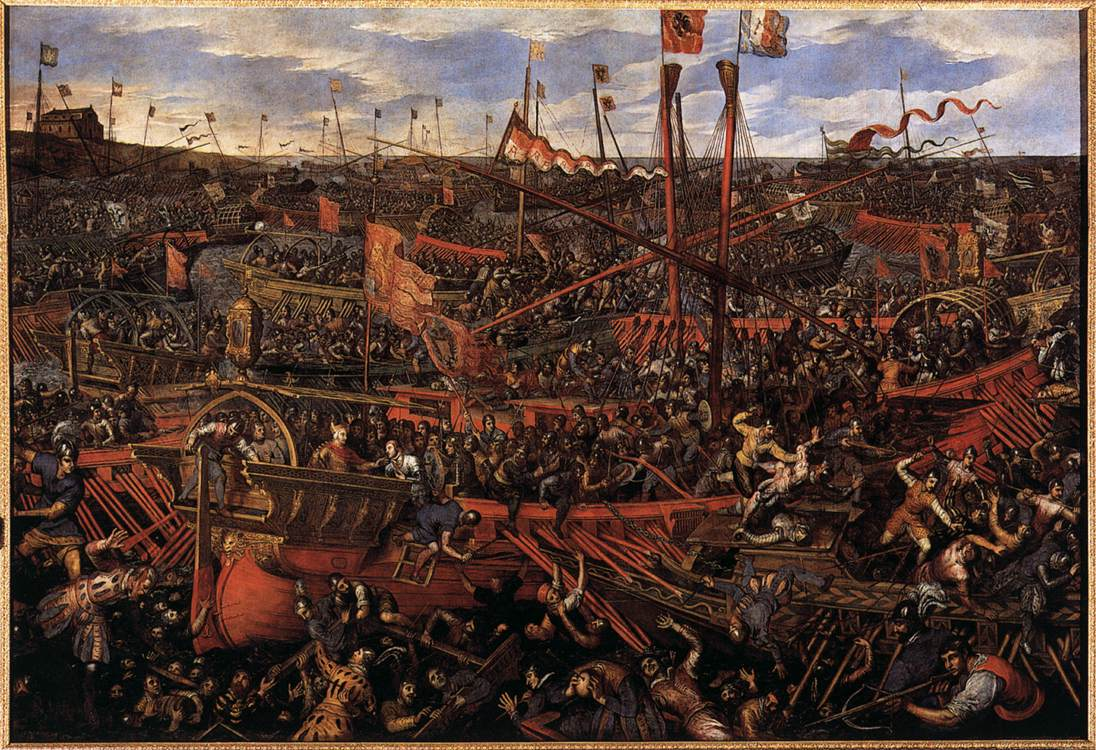
Domenico Tintoretto, Battaglia di Salvore, Palazzo Ducale, Venezia

La battaglia di Salvore, avvenuta nel 1177, pochi mesi dopo la battaglia di Legnano, vide contrapposte 40 galere veneziane, allestite anche grazie all'aiuto delle città istriane e sostenute da papa Alessandro III, contro 75 genovesi e pisane, alleate dell'imperatore Federico Barbarossa. La flotta veneziana comandata dal doge Sebastiano Ziani e Nicolò Contarini, nascosta nel vallone di Pirano, colse di sorpresa gli avversari, catturò 45 navi, ne affondò altre e fece prigioniero lo stesso comandante, uno dei figli del Barbarossa.
La battaglia confermò ancora una volta la supremazia veneziana nell'Adriatico e fu celebrata nelle terre veneziane in vari modi:
- a Salvore ogni anno il giorno di Ognissanti vi era una festa in ricordo della battaglia;
- nel Palazzo Ducale di Venezia è presente un dipinto di Domenico Tintoretto, eseguito in sostituzione di uno precedente, distrutto da un incendio;
- nel Palazzo Pubblico di Siena, nella Sala di Balìa, è rappresentata la scena della battaglia nelle Storie di papa Alessandro III.